# Nauru na Igrzyskach Wspólnoty Narodów 1990
Nauru wystartowało na Igrzyskach Wspólnoty Narodów w 1990 roku w nowozelandzkiej miejscowości Auckland jako jedna z 54 reprezentacji. Reprezentacja Nauru zajęła czternaste miejsce w  generalnej klasyfikacji medalowej igrzysk, zdobywając dwa srebrne i jeden złoty medal. Medale dla debiutującego na tej imprezie Nauru zdobył Marcus Stephen.

## Medale
| Dyscyplina           | Złoto | Srebro | Brąz | Razem |
| -------------------- | ----- | ------ | ---- | ----- |
| Podnoszenie ciężarów | 1     | 2      | -    | 3     |
| Razem                | 1     | 2      | 0    | 3     |

### Medaliści
Podnoszenie ciężarów
- Marcus Stephen - kategoria do 60 kilogramów - rwanie
- Marcus Stephen - kategoria do 60 kilogramów - podrzut
- Marcus Stephen - kategoria do 60 kilogramów - dwubój